# Enrico Boniforti
Enrico Boniforti (Saronno, 7 dicembre 1917 – Saronno, 18 ottobre 1991) è stato un allenatore di calcio e calciatore italiano, di ruolo difensore.

## Biografia
È il fratello di minore di Arturo Boniforti, mediano, campione d'Italia 1940-1941 con il Bologna.

## Caratteristiche tecniche

### Giocatore
Ottimo rigorista, calciava i tiri dagli undici metri di potenza piuttosto che cercando di piazzare il pallone; giocava come terzino.

## Carriera

### Giocatore
Dopo gli esordi nel Saronno e nella Folgore di Cesano Maderno, milita nel Varese e nell'estate 1939 viene ingaggiato dal Milan con cui esordisce in Serie A il 22 ottobre 1939 in Novara-Milan (1-0). A Milano disputa da titolare quattro stagioni non particolarmente felici per i rossoneri (miglior risultato il terzo posto finale nell'annata 1940-1941.
Dopo l'interruzione bellica viene messo in lista di trasferimento dal Milan. Si riaffaccia gradualmente al calcio di alto livello, ripartendo dalla serie B, prima con la Cremonese e successivamente con il Palermo, con cui alla prima stagione centra la vittoria nel girone C della 1947-1948, con conseguente promozione dei rosanero in massima serie. Resta in Sicilia per altre due stagioni: il 6 gennaio 1949, fu protagonista nella gara in casa contro il Grande Torino, una delle ultime da essa affrontata, conclusasi 2-2 grazie a due sue punizioni: con la squadra siciliana in svantaggio sino ad allora per 2-0, una sua punizione per fallo di Castigliano fu sospinta in rete di petto da Aurelio Pavesi De Marco al 72', mentre al 79' un'altra sua punizione, stavolta per fallo di Rigamonti, diede ad Andrea Milani la possibilità di segnare di testa di mischia il gol del definitivo pareggio.
Nel 1950 si trasferisce alla Juventus fresca vincitrice dello scudetto. A Torino viene tuttavia relegato al ruolo di riserva disputando 12 incontri in due stagioni, di cui solo due nella seconda, nella quale i bianconeri si aggiudicano per la nona volta il titolo di Campione d'Italia. Nel periodo juventino Boniforti realizza una sola rete in campionato, ma molto importante in quanto messa a segno nel derby del 12 novembre 1950, che vede il successo bianconero per 4 a 1.
Nel 1952 viene ceduto alla Lucchese con cui disputa due campionati (uno di Serie B e uno di Serie C, entrambi chiusi con la retrocessione, prima di abbandonare il calcio ad alto livello.
In carriera ha totalizzato complessivamente 147 presenze e 7 reti in Serie A e 82 presenze e 16 reti in Serie B.

### Allenatore
Ha guidato insieme ad Alberto Macchi la Rescaldinese nel campionato di Serie D 1961-1962, e nella stagione 1962-1963 ha allenato il Saronno in Serie C.

## Palmarès

### Giocatore
- Campionato italiano di Serie B: 1

Palermo: 1947-1948 (girone C)
- Campionato italiano: 1

Juventus: 1951-1952